# Lourde, Haute-Garonne
Lourde är en kommun i departementet Haute-Garonne i regionen Occitanien i södra Frankrike. Kommunen ligger i kantonen Barbazan som tillhör arrondissementet Saint-Gaudens. År 2022 hade Lourde 113 invånare.

## Befolkningsutveckling
Antalet invånare i kommunen Lourde
Referens:INSEE